# USS LST-868
O USS LST-868 foi um navio de guerra norte-americano da classe LST que operou durante a Segunda Guerra Mundial.